# Збуквич, Джозеф
Джозеф Збуквич (Joseph Branko Zbukvic; 1952, Загреб, Югославия) — австралийский художник-акварелист югославского происхождения. В мире акварели считается художником № 1.

## Биография
Джозеф Збуквич родился в Загребе в 1952 году. Происходящие в те годы в стране волнения вынудили его семью уехать в 1970 году Австралию, где мальчик продолжил прерванное на родине обучение.
В 1974 году он окончил университет Дикина (Deakin university) в Мельбурне, получив диплом в области промышленного дизайна.
В 1975 году Збуквич стал обладателем своей первой престижной награды, а уже через три года состоялась его первая персональная выставка.
С того момента Джозеф Збуквич завоевал более 200 международных наград, провел более 40 персональных выставок в Мельбурне, Сиднее, Брисбене, Аделаиде, Лондоне и Сан-Антонио.
В Загребе именем Збуквича назван музей искусств. В Европе производители художественных кистей делают брендированные серии «имени» Збуквича.

## Цитаты
- «Нет такого понятия, как трата времени впустую. Любая живопись — это опыт, не зависимо от того, получилось или нет. В любом случае я никогда не пишу с целью успеха или продажи… просто пишу… Каким то образом „неуловимые“ качества акварели созданы для „ошибок“. Если у Вас получается каждый раз, Вы не пишете по настоящему»[1] — Джозеф Збуквич, 2012.
- «Любую неожиданность (дрогнула рука, вышел не тот тон, цвет и так далее) воспринимайте не как ужасное происшествие, а как волшебство, „бонус“ подарок акварели. Сохраняйте „счастливые происшествия“! Это подарки от Бога акварели — они фантастические!»[2] — Джозеф Збуквич, 2015.

## Джозеф Збуквич в России
- В 2015 году Джозеф Збуквич по приглашению московской Школы «Братец Лис» с 3-дневным мастер-классом посетил Россию[2].